# إليزا إيكيدا
إليزا إيكيدا (باليابانية: 池田 エライザ) ممثلة وعارضة أزياء يابانية.

## حياتها
ولدت في 16 أبريل 1996 في مدينة كيزون بالفلبين، ونشأت في فوكوكا، من أب ياباني وأم مغنية وعارضة أزياء فلبينية من اصول اسبانية، تتكون عائلتها من والدتها ووالدها وشقيقين أكبر منها وشقيق أصغر منها.

## مسيرتها
في عام 2009 بدأت مسيرتها كعارضة ازياء بعد فوزها بمسابقة عارضة نيكولا الثالث عشر لمجلة الموضة «نيكولا». وفي عام 2012 كان أول ظهور لها على غلاف المجلة منفردة. وظهرت على غلاف المجلة سبع مرات. واثناء عملها كعارضة ازياء بدأت عملها كممثلة، وكان أول ظهور لها كممثلة عام 2011. وفي عام 2015 حصلت على أول دور بطولة لها في فيلم «مينا! إسبر ديو!» للمخرج سيون سونو.

## الأعمال

### أفلام
| السنة | العنوان                   | الدور      | مراجع |
| ----- | ------------------------- | ---------- | ----- |
| 2015  | فتاة الذئب والأمير الأسود | اكي تيزوكا |       |
| 2017  | ري لايف                   | رينا كاريو | [ 5 ] |

### مسلسلات
| السنة | العنوان                | الدور     | مراجع |
| ----- | ---------------------- | --------- | ----- |
| 2021  | كومي لا تستطيع التواصل | شوكو كومي | [ 6 ] |

## روابط خارجية
- إليزا إيكيدا على موقع IMDb (الإنجليزية)
- إليزا إيكيدا على موقع ميوزك برينز (الإنجليزية)
- إليزا إيكيدا على موقع ميوزك برينز (الإنجليزية)
- إليزا إيكيدا على موقع قاعدة بيانات الفيلم (الإنجليزية)
- إليزا إيكيدا على موقع ليتربوكسد (الإنجليزية)
- إليزا إيكيدا على موقع كينوبويسك (الروسية)